# Sagediopsis campsteriana
Sagediopsis campsteriana är en lavart som först beskrevs av Linds., och fick sitt nu gällande namn av D. Hawksw. & R. Sant. 1990. Sagediopsis campsteriana ingår i släktet Sagediopsis och familjen Adelococcaceae.  Arten är reproducerande i Sverige. Inga underarter finns listade i Catalogue of Life.